# القيقبة
القيقبة بلدة وبلدية تابعة لدائرة رأس العيون في ولاية باتنة بالجزائر.